# Tessa Thompsonová
Tessa Lynne Thompsonová (* 3. října 1983 Los Angeles) je americká herečka.

## Umělecká kariéra
Je dcerou Marca Anthonyho Thompsona, zakladatele hudebního souboru Chocolate Genius, Inc. Vystudovala kulturní antropologii na Santa Monica College a od roku 2002 vystupovala v divadle Los Angeles Women's Shakespeare Company.
V roce 2005 se objevila v televizním seriálu Odložené případy a v roce 2006 hrála ve filmu Na lince je vrah. Uznání kritiky jí přinesla hlavní role v tragikomedii z univerzitního prostředí Justina Simiena Dear White People. Do povědomí publika se zapsala jako Valkyrie v superhrdinském filmu Thor: Ragnarok a Jackie v seriálu Veronica Mars. Byla také členkou hudební skupiny Caught A Ghost, účinkovala v divadle Second Stage Theater a ve videoklipech zpěvačky Janelle Monáe.
Získala dvakrát cenu African-American Film Critics Association a dvakrát Black Reel Awards.

## Filmografie

### Filmy
| Rok  | Název                          | Role                    | Poznámky                 |
| ---- | ------------------------------ | ----------------------- | ------------------------ |
| 2006 | Na lince je vrah               | Scarlet                 |                          |
| 2008 | Dokaž to!                      | Dana                    |                          |
| 2008 | Hloubka duše                   | Waitress                |                          |
| 2009 | Mississippi Damned             | Kari Peterson           |                          |
| 2010 | Everyday Black Man             | Claire                  |                          |
| 2010 | Dokonalá mrtvola               | Liz                     |                          |
| 2010 | For Colored Girls              | Nyla Adrose             |                          |
| 2011 | Periphery                      | Caitlin                 |                          |
| 2011 | Red & Blue Marbles             | Becca                   |                          |
| 2012 | Murder on the 13th Floor       | Nia Palmer              |                          |
| 2013 | Automotive                     | Maggie                  |                          |
| 2014 | Dear White People              | Samantha "Sam" White    |                          |
| 2014 | Grantham & Rose                | Wallis                  | také producentka         |
| 2014 | Points of Origin               | Rosemary                | krátkometrážní film      |
| 2014 | Selma                          | Diane Nash              |                          |
| 2015 | The Grand Romantic             | Cindy                   | krátkometrážní film      |
| 2015 | Creed                          | Bianca Taylor           |                          |
| 2016 | Proti všem                     | Jackie Hollis           |                          |
| 2016 | Salt Water                     | Brit                    |                          |
| 2017 | South Dakota                   | Chris                   |                          |
| 2017 | Thor: Ragnarok                 | Valkyrie / Scrapper 142 |                          |
| 2018 | Sorry to Bother You            | Detroit                 |                          |
| 2018 | Annihilation                   | Josie Radek             |                          |
| 2018 | Furlough                       | Nicole Stevens          |                          |
| 2018 | Little Woods                   | Oleander "Ollie" Hale   | také výkonná producentka |
| 2018 | Dirty Computer                 | Zen / Mary Apple 53     | krátkometrážní film      |
| 2018 | Creed II                       | Bianca Taylor           |                          |
| 2019 | Brave Girl Rising              | Nasro (hlas)            | krátkometrážní film      |
| 2019 | Avengers: Endgame              | Valkyrie                |                          |
| 2019 | Muži v černém: Globální hrozba | Molly Wright / Agent M  |                          |
| 2019 | V kapradí: Film                | Samu sebe               |                          |
| 2019 | Lady and the Tramp             | Lady (hlas)             |                          |
| 2020 | Sylviina láska                 | Sylvie Parker           | také výkonná producentka |
| 2021 | Přebíhání                      | Irene Redfield          |                          |
| 2022 | Thor: Láska jako hrom          | Valkyrie                |                          |
| 2022 | The Listener                   | Beth                    | také producentka         |
| 2022 | Creed III                      | Bianca Taylor           |                          |
| 2023 | Marvels                        | Valkyrie                |                          |

### Televize
| Rok        | Název                              | Role                               | Poznámky                   |
| ---------- | ---------------------------------- | ---------------------------------- | -------------------------- |
| 2005       | Odložené případy                   | Wilhelmina "Billie" Doucette       | díl: „Nejlepší přátelé”    |
| 2005–2006  | Veronica Mars                      | Jackie Cook                        | hlavní role, 12 dílů       |
| 2006       | Chirurgové                         | Camille Travis                     | 2 díly                     |
| 2006       | Přijímací ceremoniál               | Esme                               | TV film                    |
| 2007       | Hidden Palms                       | Nikki Barnes                       | hlavní role, 7 dílů        |
| 2008       | Na doživotí                        | Liza                               | díl: „Inženýr musí zemřít” |
| 2009       | Mental                             | Lainey Jefferson                   | díl: „Lines in the Sand”   |
| 2009       | Private Practice                   | Zoe                                | 2 díly                     |
| 2009       | Hrdinové                           | Rebecca Taylor                     | 3 díly                     |
| 2009       | Transplantační jednotka            | Penelope Kirkell                   | díl: „A Roll of the Dice”  |
| 2010       | Betwixt                            | Jenny                              | televizní pilot            |
| 2010       | Blue Belle                         | Blue                               | hlavní role, 5 dílů        |
| 2010–2011  | Detroit 1-8-7                      | Lauren Washington                  | 3 díly                     |
| 2011       | Off the Map                        | Sydney                             | díl: „A Doctor Time Out”   |
| 2011       | Rizzoli & Isles: Vraždy na pitevně | FBI Agent Anna Farrell             | díl: „Potíže s bratrem”    |
| 2012–2013  | 666 Park Avenue                    | Laurel Harris / Sasha Doran        | 5 dílů                     |
| 2012–2013  | Policajt                           | Sara Freeman                       | hlavní role, 22 dílů       |
| 2016       | BoJack Horseman                    | Tanisha (hlas)                     | díl: „Láska nebo sňatek”   |
| 2016–dosud | Westworld                          | Charlotte Hale / Dolores Abernathy | hlavní role, 18 dílů       |
| 2018       | Portlandia                         | Bailey                             | díl: „Rose Route”          |
| 2018       | Drazí běloši                       | Rikki Carter                       | 2 díly                     |
| 2019       | Tuca & Bertie                      | Sophie Black (hlas)                | díl: „The Sex Bugs”        |
| 2019       | Drunk History                      | Eartha Kitt                        | díl: „Fame”                |
| 2020       | RuPaul's Drag Race All Stars       | Samu sebe                          | díl: „I'm in Love”         |

### Divadlo
| Rok  | Název        | Role    | Místo                | Poznámky |
| ---- | ------------ | ------- | -------------------- | -------- |
| 2016 | Smart People | Valerie | Second Stage Theater | )        |

### Hudební videa
| Rok  | Název             | Role          | Poznámky            |
| ---- | ----------------- | ------------- | ------------------- |
| 2015 | „Yoga”            | Janelle Monáe | tanečnice           |
| 2017 | „Moonlight”       | Jay-Z         | Monica Geller       |
| 2018 | „Make Me Feel”    | Janelle Monáe | Zen / Mary Apple 53 |
| 2018 | „Pynk”            | Janelle Monáe | Zen / Mary Apple 53 |
| 2019 | „Screwed”         | Janelle Monáe | Zen / Mary Apple 53 |
| 2019 | „Uneventful Days” | Beck          | samu sebe           |